# Joan Adriaan de Vicq
Joan Adriaan de Vicq (Oosthuizen, 8 juli 1823 − Hoorn, 29 december 1864) was een Nederlands burgemeester.

## Biografie
De Vicq was een lid van het patriciaatsgeslacht De Vicq en een zoon van mr. François van Bredehoff de Vicq, heer van Oosthuizen, Etersheim, Hobrede, Kwadijk en Schardam (1781-1849), president arrondissementsrechtbank en politicus, en Elisabeth van Foreest (1783-1826), lid van de familie Van Foreest. Hij trouwde in 1851 met Maria Elisabeth Geertruida Verweijde (1826-1867) met wie hij vijf kinderen kreeg; een van zijn kinderen, namelijk ir. Nicolaas de Vicq (1861-1935) werd in 1924 verheven in de Nederlandse adel en daarmee de stamvader van het adellijke geslacht De Vicq.
De Vicq was van 1846 tot 1850 surnumerair registratie en domeinen in Hoorn. Van 1855 tot 1858 was hij secretaris van de commissie Huizen van correctie en arrest in diezelfde plaats. In 1858 werd hij benoemd tot burgemeester, tevens secretaris van Zwaag, hetgeen hij bleef tot zijn overlijden.